# Fermentacja górna

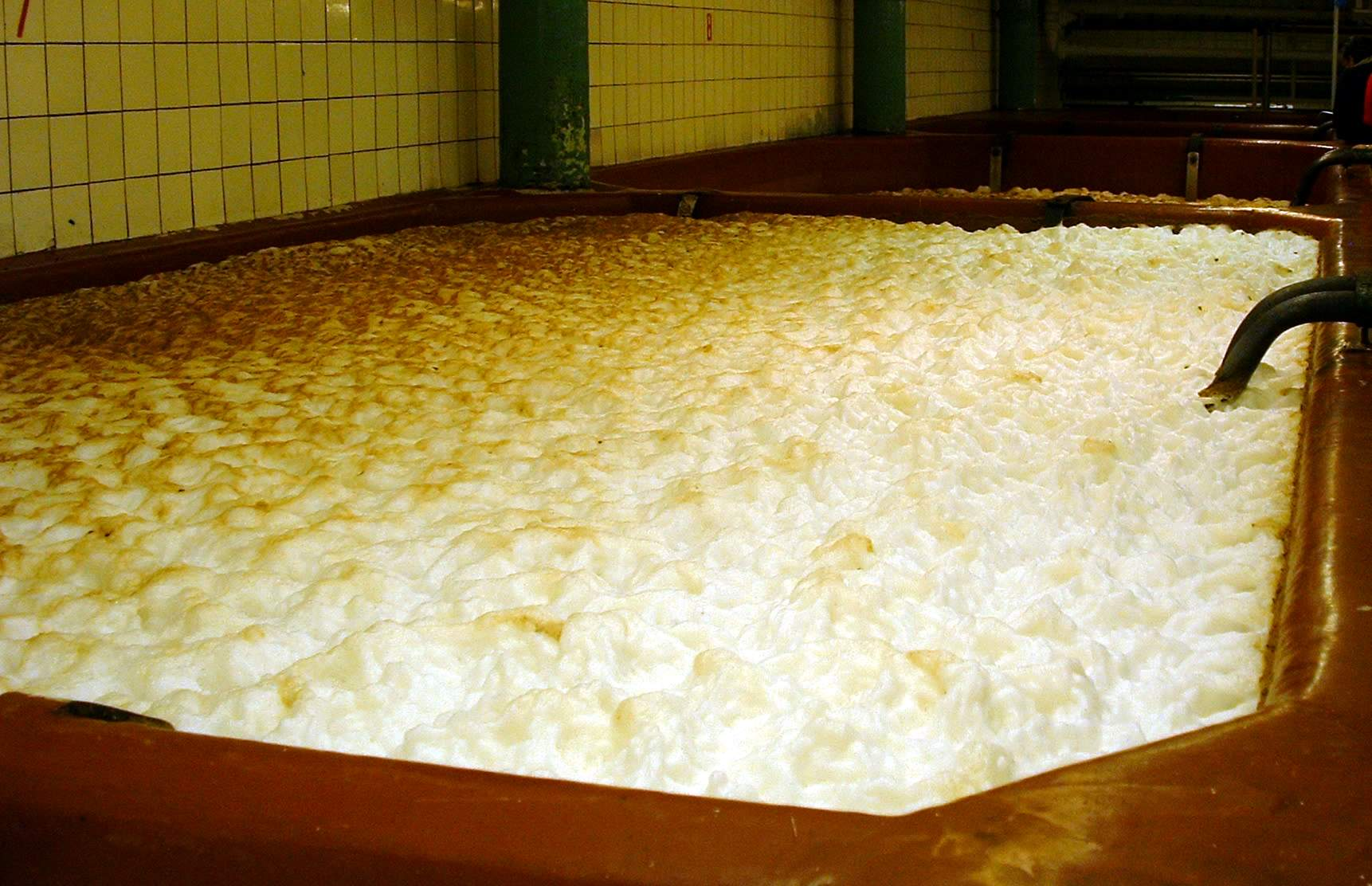
Fermentacja górna w kadzi otwartej

Fermentacja górna – rodzaj fermentacji w piwowarstwie. Po zadaniu brzeczki nastawnej drożdżami następuje fermentacja, w trakcie której drożdże nie osiadają na dnie fermentora, lecz gromadzą się na powierzchni brzeczki. Proces fermentacji przebiega w temperaturze 16-24 °C. Przy warzeniu piwa metodą górnej fermentacji stosuje się szczepy drożdży z gatunku Saccharomyces cerevisiae nazywane zwyczajowo drożdżami górnej fermentacji.
Użycie metody górnej fermentacji powoduje, że proces przebiega znacznie szybciej, a piwo zawiera większą ilość wyższych alkoholi oraz estrów, stanowiących o bogatszym bukiecie piwa. W przeciwieństwie do fermentacji dolnej, fermentacja górna stosowana jest od najdawniejszych czasów, gdyż pierwotnie nie znano metod chłodzenia i wykorzystywano naturalne temperatury otoczenia.
Podział na fermentację górną i dolną dzieli gatunki piw na piwa fermentacji górnej zwanej z angielska ale (wym. ejl) i piwa fermentacji dolnej czyli typu lager. Klasycznymi odmianami warzonymi metodą górnej fermentacji są piwa typu ale i stout oraz piwa pszeniczne.